# Sundasciurus philippinensis
Sundasciurus philippinensis is een eekhoorn uit het geslacht Sundasciurus die voorkomt in het zuiden en westen van Mindanao en op Basilan (Filipijnen). De typelocatie is oorspronkelijk gegeven als "Mindanado" (=Mindanao). S. philippinensis behoort tot het ondergeslacht Aletesciurus en is daarbinnen het nauwst verwant aan S. davensis, S. mindanensis en S. samarensis, die allemaal vaak ook tot S. philippinensis worden gerekend.